# Franz Benda
František Benda (em língua alemã: Franz Benda) (batismo em 22 de novembro de 1709 – 7 de março de 1786) foi um compositor e violinista da Boémia. Era irmão de Georg Benda.

## Vida
Franz Benda nasceu na Boémia na povoação de Altbenatky. Tornou-se o fundador de uma escola alemã de tocar violino. Na sua juventude era corista em Praga. Seguiu-se a Capela Real de Dresden. Ao mesmo tempo começou a estudar o violino, e juntou um grupo de músicos que frequentavam festas, feiras, etc. Aos dezoito anos de idade Benda abandonou esta vida errante e retornou a Praga, indo depois para Viena, onde exerceu seu estudo de violino com Heinrich Graun, um aluno de Tartini. Dois anos depois foi nomeado mestre de capela em Varsóvia, e eventualmente tornou-se membro da corte do Príncipe Real da Prússia.
Benda foi um mestre na arte de tocar violino: a rapidez da sua execução e da doçura do seu polpudo nas notas mais altas foram inigualáveis. Tinha muitos alunos e escreveu uma série de obras, principalmente exercícios e estudos de violino. Um de seus descendentes Jean Sebastian Benda, aclamado pianista suico, viveu no Brasil e casou-se com a pianista Luzia Benda, regressando, juntamente com a esposa e filhos nascidos no Brasil,ao velho continente, onde a familia segue a tradicao musical de seu antepassados.